# Leviathan III
Leviathan III devetnaesti je studijski album švedskog sastava Therion. Prvi je uradak skupine koji je izdala diskografska kuća Napalm Records, koja ga je objavila 15. prosinca 2023. Treći je dio trilogije albuma pod imenom Leviathan; prvi dio objavljen je 2021., a drugi 2022.

## O albumu
Skupina je pjesme na uratku snimala od 2020. do 2023. u brojnim studijima. Dana 20. rujna 2023. objavila je omot albuma te prvi singl „Twilight of the Gods” uz popratni spot. „Ruler of Tamag”, drugi singl s uratka, objavljen je 18. listopada 2023. uz videozapis sa stihovima te pjesme. Međutim, sastav je otprilike mjesec dana poslije objavio novi videozapis za tu pjesmu. Dana 15. studenoga 2023. objavljeni su treći singl „Ayahuasca” i promidžbeni spot za tu pjesmu, a posljednji singl „Nummo” objavljen je s glazbenim spotom 15. prosinca 2023., istoga dana kad i album.

## Popis pjesama
Sve je tekstove napisao Per Albinsson; pjesmu „Ruler of Tamag” napisao je sa Sonerom Canözerom, a „Duende” s Rosalíjom Sairem.
| 1.    | »Ninkigal«                            | Christofer Johnsson       | 3:06 |
| 2.    | »Ruler of Tamag«                      | Johnsson, Thomas Vikström | 6:44 |
| 3.    | »An Unsung Lament«                    | Johnsson, Vikström        | 6:58 |
| 4.    | »Maleficium«                          | Johnsson                  | 3:34 |
| 5.    | »Ayahuasca«                           | Johnsson, Vikström        | 7:57 |
| 6.    | »Baccanale«                           | Johnsson, Vikström        | 3:52 |
| 7.    | »Midsommarblot«                       | Vikström                  | 3:04 |
| 8.    | »What Was Lost Shall Be Lost No More« | Johnsson, Vikström        | 3:59 |
| 9.    | »Duende«                              | Christian Vidal, Vikström | 4:18 |
| 10.   | »Nummo«                               | Johnsson, Vikström        | 2:30 |
| 11.   | »Twilight of the Gods«                | Johnsson                  | 6:23 |
| 52:25 |                                       |                           |      |

## Tematika tekstova
Kao što je slučaj s većinom Therionovih albuma, pjesme se uglavnom temelje na mitologiji:
- Ninkigal je jedno od imena božice podzemnoga svijeta Ereškigal u mezopotamskoj mitologiji.
- „Ruler of Tamag” odnosi se na Erlika, boga smrti i podzemnog svijeta u tengrizmu.
- U pjesmi „An Unsung Lament” navode se bića iz grčke mitologije: Pan, bog pastira; Tifon, čudovišni div; Zeus, vrhovni bog; Selena, božica Mjeseca.
- Riječ maleficium u prijevodu s latinskog jezika označava „zlodjelo”, a u srednjem vijeku povezivala se s vještičarenjem.
- Ayahuasca je psihodelični napitak kojim se služe južnoamerički šamani u duhovnim obredima.
- „Baccanale” se odnosi na bakanalije, svetkovine koje su se održavale u antičkome Rimu u čast Bakhu, bogu vina.
- „Midsommarblot” je naziv za poganski blagdan kojim se slavi ljetni solsticij, a u pjesmi se spominju određena bića i pojmovi iz nordijske mitologije: Freyja, božica ljubavi i plodnosti; Brisingamen, njezina ogrlica; Sunna, utjelovljenje Sunca.
- U pjesmi „What Was Lost Shall Be Lost No More” spominje se Astarot, koji je u demonologiji jedan od prinčeva pakla.
- Duende je čovjekoliko biće nalik na gnomove i patuljke iz narodnih vjerovanja stanovnika Pirenejskog poluotoka i Latinske Amerike.
- Nummo je naziv za duhove predaka u dogonskoj religiji.
- „Twilight of the Gods” odnosi se na Ragnarok, kraj svijeta u nordijskoj mitologiji tijekom kojeg umiru brojni bogovi.

## Recenzije
| Recenzije               | Recenzije |
| Izvor                   | Ocjena    |
| ----------------------- | --------- |
| AllMusic                | [ 9 ]     |
| Blabbermouth            | 8/10      |
| Metal.de                | 8/10      |
| Metal Injection         | 8,5/10    |
| Metal Hammer (Njemačka) | 5/7       |

Dobio je pozitivne kritike. U recenziji za Metal Injection Jordan Blum dao mu je osam i pol bodova od njih deset napisavši da je „zaista pohvalno to što sekstet zvuči ovako strastveno i nadahnuto nakon više od tri desetljeća” i da je „zbog raznolikosti i pouzdane [kvalitete] još jedno izvrsno poglavlje Therionova opusa”. Osvrnuvši se na uradak u recenziji za Blabbermouth, Dom Lawson dao mu je osam bodova od njih deset. Izjavio je da je riječ o „besramno najzabavnijem albumu koji je THERION snimio nakon toliko godina, a možda i u povijesti” i dodao je da je taj „završni komadić slagalice očito najzabavniji od triju [albuma u trilogiji]”. Jednaku mu je ocjenu dao i Jannik Kleemann u osvrtu za Metal.de, koji je napisao da je „[k]onačni dio trilogije posvećen egzotičnim, ekstravagantnim stilovima s Therionovih prijašnjih uradaka” i da bi „taj dio [trilogije] svakako mogao prestići svoja dva brata [po kvaliteti]”.
Thom Jurek dao mu je četiri zvjezdice od njih pet u recenziji za AllMusic. Zaključio je da bi ga „možda trebalo poslušati još jednom kako bi se do kraja pojmilo koliko je ambiciozan, no slušateljima će se to isplatiti jer je to svakako jedan od najraznovrsnijih, najdramatičnijih i najdinamičnijih Therionovih albuma dosad”. Pišući za njemačku inačicu časopisa Metal Hammer, Sebastian Kessler dao mu je pet bodova od njih sedam, komentirao je da „čarobno spaja obilježja gotovo svih [Therionovih] razdoblja, a da ne zvuči otrcano ili umjetno”. Pohvalio je skladbe, njihove aranžmane i produkciju te je dodao da su u njih „umiješali inspirativne melodije”.

## Zasluge
| Therion - Christofer Johnsson – gitara, klavijatura, orgulje, programiranje gudaćih glazbala, aranžman za orkestar i zbor, produkcija - Christian Vidal – gitara - Nalle Påhlsson – bas-gitara - Thomas Vikström – glavni i prateći vokal (tenor), zborski vokal (bas i tenor), klavijatura - Lori Lewis – glavni vokal (sopran) (na 1., 3. i 4. pjesmi) Dodatni glazbenici - Björn Höglund – bubnjevi (na 2., 4., 5., 6., 7., 8. i 11. pjesmi) - Snowy Shaw – bubnjevi (na 1., 3., 9. i 10. pjesmi) - Catalina Popa – flauta (na 3., 4. i 8. pjesmi) - David Morris García – trombon i prateći vokal (na pjesmi „Duende”) - Dani Romero – truba i prateći vokal (na pjesmi „Duende”) - Merve Çakar – glavni vokal (sopran) (na pjesmi „Ruler of Tamag”) - Chiara Malvestiti – glavni vokal (sopran) (na 8., 10. i 11. pjesmi) - Mats Levén – glavni vokal (na pjesmi „Twilight of the Gods”) - Piotr Wawrzeniuk – glavni vokal (na pjesmi „Ayahuasca”) - Rosalía Sairem – glavni vokal (na 2., 5., 8. i 9. pjesmi); prateći vokal; zborski vokal (alt) - Taida Nazraić – glavni vokal (na 2., 3. i 5. pjesmi) - Fabio Amurri – programiranje gudaćih glazbala (na 2., 3., 4., 5., 7., 8. i 11. pjesmi) - Soner Canözer – dirigent zboru basista | Zbor - Dario Pace Taliana – zborski death metal-vokal (na pjesmi „Ninkigal”) - Rex Grech Santucci – zborski death metal-vokal (na pjesmi „Ninkigal”) - Alfred Burd – zborski death metal-vokal (na pjesmi „Ninkigal”) - Lawrence „Wenzu” Joyce – zborski death metal-vokal (na pjesmi „Ninkigal”) - Melchior Borg – zborski death metal-vokal (na pjesmi „Ninkigal”) - Eric Dow – zborski death metal-vokal (na pjesmi „Ninkigal”) - Aybars Yilmaz – zborski vokal (bas) - Utku Bayburt – zborski vokal (bas) - Mustafa Şahin Dedemen – zborski vokal (bas) - Anonimna osoba – zborski vokal (bas) - Ines Vera-Ortiz – zborski vokal (sopran) - Emma Torrecillas – zborski vokal (sopran) - Diego Valdez – zborski vokal (bas) - Hellscore Choir – zbor Ostalo osoblje - Erik Mårtensson – miksanje, mastering - Thomas Ewerhard – naslovnica, dizajn - David Despasquale – snimanje zborskih death metal-vokala - Michael Müller – snimanje zborskih death metal-vokala - Serdar Öztop – snimanje turskog zbora basista - Daniel Saiz – snimanje španjolskog zbora - Jonathan Kossov – snimanje Hellscore Choira |

## Ljestvice
| Ljestvica                                           | Najviša pozicija |
| --------------------------------------------------- | ---------------- |
| Ujedinjeno Kraljevstvo (Independent Album Breakers) | 20.              |